# Słowotwórstwo
Słowotwórstwo – dział językoznawstwa zajmujący się sposobami powstawania nowych wyrazów w języku.
Słowotwórstwo dzieli się na 
słowotwórstwo synchroniczne (funkcjonalne), zajmujące się strukturą słownictwa i badaniem sposobów, jakimi użytkownicy języka powiększają jego zasób, także derywacją, oraz na słowotwórstwo diachroniczne, zajmujące się procesem historycznym w powstawaniu słów.

## Podstawowe pojęcia
- wyraz podstawowy – wyraz, od którego utworzony został wyraz pochodny,
- wyraz pochodny – wyraz utworzony od wyrazu podstawowego,
- parafraza słowotwórcza – opis wyjaśniający znaczenie wyrazu pochodnego i zawierający wyraz podstawowy,
- formant – słowotwórcza część wyrazu, dodana do jego rdzenia,
- podstawa słowotwórcza – część wyrazu pochodnego, która zostaje po odcięciu formantu,
- rdzeń – najmniejsza, niepodzielna część wyrazu,
- rodzina wyrazów – grupa wyrazów pochodnych mająca ten sam rdzeń z zasady powiązania też wspólnym, ogólnym znaczeniem,
- wyrazy pokrewne – wszystkie wyrazy mające ten sam rdzeń.

## Przykład rodziny wyrazów
- Szkoła ⇒ szkolić, szkolnictwo, szkółka, szkolny, przedszkole.
- Szkolić ⇒ przeszkolić, szkolenie, wyszkolić ⇒ wyszkolone
- Przedszkole ⇒ przedszkolak, przedszkolny